# 우인희
우인희(禹仁姫, ?~1981년)는 조선민주주의인민공화국의 여배우이다.
1960년대와 1970년대에 여배우로서 유명해진 그녀는 수십 편의 영화에 출연했다.  60~70년대 조선민주주의인민공화국의 최고의 여배우로 손꼽히며 체코슬로바키아로 유학까지 다녀왔다. 그녀는 이후 유명 영화감독 류호손과 결혼했지만, 1970년대 후반에 그녀는 김정일의 비밀 정부가 되었다. 이후 그녀가 재일 교포 주정기와 개인 자동차에서 불륜을 저지르고 있는 와중 열풍가스 유출로 인하여 주정기는 바로 그 자리에서 사망하였고 우인희는 기절하였다 꽤 크나큰 사건이므로 바로 김정일한테 보고가 올라갔다 우인희가 불륜관련으로 심문 받고 있는 와중 김정일에게만 말할테니 지금 즉시 불러달라 하였다 그 소식을 들은 김정일은 괘씸하다 생각하여 공개처형을 명령했다. 1981년 2월경 강건종합군관학교 사격장에서 문화예술 및 방송계 종사자 6000여명을 대동시킨 후 총살형이 집행되었다.

## 같이 보기
- 조선 영화

## 참고 자료
- Fischer, Paul (2015). 《A Kim Jong-Il Production: The Extraordinary True Story of a Kidnapped Filmmaker, His Star Actress, and a Young Dictator's Rise to Power》. New York: Flatiron Books. ISBN 978-1-250-05426-5.
- Jung Sung-san (2017). 〈The Death of Screenwriter Lee Jin-woo〉. 《Now We Can Speak: Violation of Freedom of Expression in North Korea: A Collection of Personal Accounts》. 번역 Bax, Martin. North Korean Writers in Exile PEN Center. GGKEY 7KU4G1K0Y1R.
- Kanghwal Kang (2001년 1월 15일). 영화배우 우인희 총살사건(북한판 정인숙사건) [Movie Actor Woo In-hee Shot (North Korean Version of the Chung In-suk Case)]. 《The Chosun Ilbo》.
- Kim Ju-won (2017년 1월 3일). 우인희 처형사건의 진실 [The Truth of the Case]. Radio Free Asia.
- Lim Young-sun (1996).  인민배우 우인희 [People's Actress Woo In-hee]. Hanguk Kwangbo. ISBN 978-89-85339-10-0.
- Park Seung-min. 김정일 생모「김정숙 배역」의 전 북한 공훈 여배우, 주순영씨 인터뷰(2) [Former North Korean Actor Kim Jong-il's 'Kim Jong-suk' Role: Interview with Joo Soon-young (2)]. 《Sisareport》.
- Joo Sungja (2014년 4월 4일). 공개총살된 북한 최고미인 우인희 모습 최초 공개 (56) [The first public appearance of Woo In-hee]. 《Nambuk Story》. Donga. 2017년 3월 9일에 원본 문서에서 보존된 문서.